# قائمة منتزهات بيروت
المتنزه أو الحديقة هي مساحة من الأرض مزروعة بصورة طبيعية أو من صنع البشر بمختلف أنواع النباتات من الأزهار إلى الشجيرات والأشجار الباسقة. وتكون عادة منسقة الشكل ومهيأة لاستقبال الناس لممارسة أي نشاط يحبونه في الهواء الطلق. سواء للتنزه أو التريض أو للجلوس تحت ظل الأشجار للقراءة والتأمل.
وتعتبر الحدائق العامة جزءا أساسياً يتضمنه التخطيط العمراني المتطور والناجح في تصميمهم أحياء المدن، ذلك أن أكثر سكان المدينة يقطنون في شقق سكنية ويحتاجون للانطلاق في متنفسات خضراء مصفاة المدينة أمام تصاعد خطورة التلوت في المدينة الحديثة، مجالات خضراء تضعها بلديات المدن في خدمة العموم، لما لها من دور في تنفيس المدينة ونشر الأوكسجين علاوة على دورها في تحسين الوجه الجمالي للمدينة.
تحتاج بيروت كمدينة مليونية وأكبر مدن لبنان للمساحات الخضراء من حيث الصحة ونظافة الهواء في إطار محاربة التلوث أو من حيث الاعتبار الجمالي لبيروت كمدينة ووجه ثقافي وسياحي عريق في منطقة الشام.
وهذه قائمة بأسماء الحدائق المتوفرة في العاصمة اللبنانية، سنحاول في هذه المقالة الإحاطة بأهم المنشآت الخضراء من حدائق ومنتزهات متواجدة في مدينة بيروت:

## قائمة أبرز منتزهات بيروت
تعتبر الحدائق والمنتزهات وكل المساحات الخضراء في المدينة الحديثة بمثابة الرئة التي تتنفس منها المدينة، فالحدائق والمنتزهات الخضراء هي والغابات المحيطة بالمدينة وخطط تشجير الشوارع هي بمثابة مصنع للأوكسجين. والمدن في العصر الحديث مع تزايد حركية النقل والتصنيع والغازات الناتجة عن الطاقة الأحفورية وتزايد مشاكل النفايات هي بحاجة ماسة للمساحات الخضراء والتشجير التي بجب أن تعنى بها محافظات المدن في مخططات التهيئة والعمران، لما لها من دور على صحة الساكنة ونظافة المدينة والهواء وجمالية المنظر العام في المدينة.
| الاسم                  | صورة | ملاحظات |
| ---------------------- | ---- | --- |
| حديقة جبران خليل جبران |      | حديقة جبران خليل جبران هي حديقة عامة تبلغ مساحتها 6000 متر مربع في منطقة وسط المدينة، الحديقة التي تحمل اسم الشاعر والفيلسوف اللبناني خليل جبران. |
| حرش بيروت              |      | حديقة حضرية تُعرف أيضًا باسم حرش الصنوبر إنها تغطي حوالي 300،000 متر مربع من المساحات الخضراء داخل بلدية بيروت. |
| الحديقة اليسوعية       |      | الحديقة اليسوعية ، والمعروفة أيضًا باسم منتزه غيتاوي Geitawi Garden، هي حديقة عامة في منطقة الرميل في بيروت، تقع في شارع موسكو، تغطي حوالي 44000 متر مربع. . |
| حديقة رينيه معوض       |      | توجد في منطقة الصنائع التي لطالما كانت واحدة من المتنفسات القليلة لأبناء العاصمة، أعيد تهييئها بشكل جيد سنة 2014. مكتسية بثوب جديد، فعادت مقصدا للراغبين بفسحة هدوء وسط ضجيج العاصمة وازدحام حركة النقل. |
| حديقة مار نيقولا       |      | حديقة مار نيقولا أو حديقة القديس نيقولا، هي حديقة عمومية افتتحت سنة 1964، تقع في شارع "شارل مالك" في منطقة الأشرفية، وهي واحدة من أكبر حدائق بيروت. |
| حديقة السيوفي          |      | حديقة السيوفي، هي إحدى الحدائق العامة في العاصمة اللبنانية، تقع على مساحة تقارب ال(20,000 متر مربع)، تقع هذه الحديقة في محلة الأشرفية. |
| حديقة الغفران          |      | تعرف أيضًا باسم حديقة اللغة العربية) توجد بالقرب من ساحة الشهداء، محاطة بأماكن العبادة التي تنتمي إلى طوائف مختلفة، ويكشف العديد من آيات انتصار لغة التعايش والموطنة في ثقافة البيروتيين. |
| حديقة جعيتاوي          |      | المعروفة بـ«حديقة الشهيد وليم حاوي»، من المساحات الخضراء النادرة في منطقة الأشرفية، وتبلغ مساحتها نحو الـ400 متر مربع، ذات أهمية شديدة في منطقة الأشرفية، كمتنفس ولحاجة بيروت للمساحات الخضراء كمدينة مليونية مكتظة تعج بالحركية والأنشطة الاقتصادية.على الرغم من صغر مساحتها نالت شهرة واسعة لتنظيمها الجيد. |